# Вендиш-Приборн
Вендиш-Приборн (нем. Wendisch Priborn) — деревня в Германии, в земле Мекленбург-Передняя Померания. Входит в состав коммуны Ганцлин района Людвигслуст-Пархим. Население составляет 443 человек (на 31 декабря 2013 года). Занимает площадь 26,76 км².
Впервые упоминается в 1502 году как Приборн. Ранее населённый пункт имел статус коммуны (общины). 25 мая 2014 года Вендиш-Приборн был объединён с населёнными пунктами Ганцлин и Бухберг, образовав новую коммуну Ганцлин.

## Достопримечательности

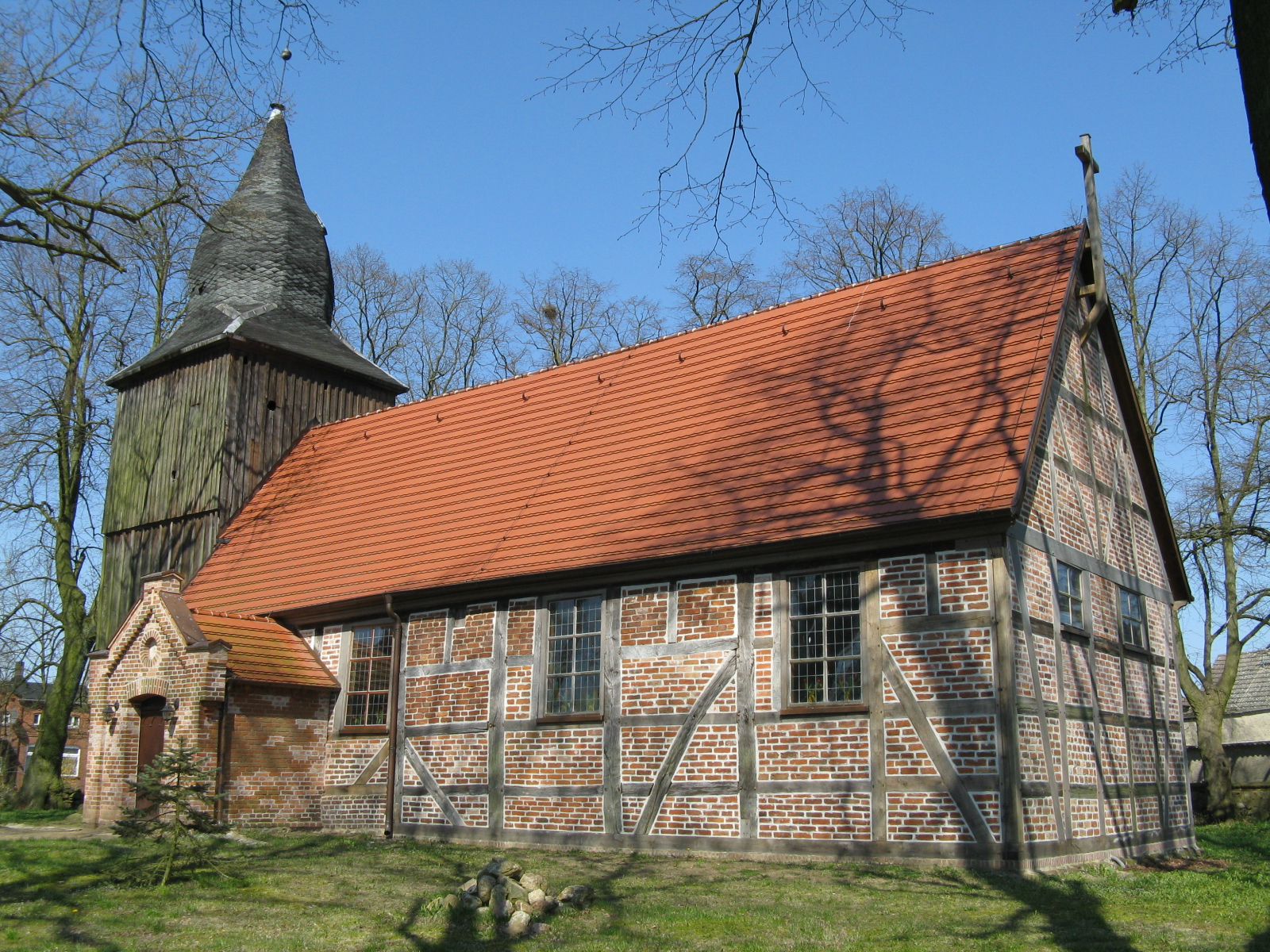
Церковь Фрауэнкирхе

- Церковь Фрауэнкирхе (1691)